# Долинский, Сергей Андреевич
Сергей Андреевич Долинский (1920—1993) —  старший лётчик 569-го авиаполка 199-й штурмовой авиадивизии 4-го штурмового авиакорпуса 4-й воздушной армии 2-го Белорусского фронта. Герой Советского Союза (1945). На момент присвоения звания Героя — лейтенант, впоследствии — полковник.

## Биография
Родился 20 октября 1920 года в станице Тихорецкая Кубанской области РСФСР, в семье служащего. Русский.
Окончил 7 классов. Работал электротехником теплоцентрали.
В Красной Армии с 1940 года, призван Тихорецким ГВК Краснодарского края. Окончил в 1942 Воронежскую школу младших авиаспециалистов, в 1944 — Чкаловскую военно-авиационную школу пилотов. На фронтах Великой Отечественной войны с июня 1944 года.
Старший лётчик лейтенант Долинский совершил 94 боевых вылета на штурмовку укреплений, живой силы и техники противника, в воздушных боях сбил 2 вражеских самолёта.
За период боевых действий Долинским взорвано 8 складов с горючим и боеприпасами, а также уничтожено:
- 4 самолёта,
- 103 автомашины,
- 6 паровозов,
- 120 повозок,
- 3 истребителя на земле,
- 80 железнодорожных вагонов,
- 46 батарей,
- 184 орудия,
- 4 самоходных орудия.

После войны Долинский продолжал службу в ВВС. Член КПСС с 1950 года. С 1960 года подполковник Долинский — в запасе. В отставку вышел в звании полковник.
Жил и работал в Ростове-на-Дону, где умер 11 августа 1993 года.

## Награды
- Присвоено звание Героя Советского Союза (18.08.1945).
- Награждён орденами Ленина, Красного Знамени, двумя орденами Отечественной войны 1 степени, двумя орденами Красной Звезды, медалями.